# Tales from Topographic Oceans
| 전문가 평가                   | 전문가 평가    |
| 평가 점수                     | 평가 점수      |
| 출처                          | 점수           |
| ----------------------------- | -------------- |
| All About Jazz                | [ 1 ]          |
| AllMusic                      | [ 2 ]          |
| Pitchfork                     | 2.2/10         |
| Christgau's Record Guide      | C              |
| Rolling Stone                 | (unfavourable) |
| The Rolling Stone Album Guide | [ 6 ]          |

《Tales from Topographic Oceans》는 1973년 12월 7일, 애틀랜틱 레코드가 발표한 영국의 프로그레시브 록 밴드 예스의 여섯 번째 스튜디오 음반이다. 예스의 리더인 존 앤더슨은 1973년 일본 순회공연에서 힌두교 경전의 4개 시체에 대해 기술한 파라마한사 요가난다의 《어느 요기의 자서전》에서 샤스트라, 스므리티, 푸라나, 탄트라라는 특정한 분야에 대한 각주를 읽으면서 이 콘셉트 음반을 고안했다. 두 사람은 기타리스트 스티브 하우에게 아이디어를 투구한 뒤 각 텍스트에 따라 4개의 측면 긴 곡을 수록한 더블 음반으로 형상화한 음반의 테마와 가사를 개발했다. 이 음반은 키보디스트인 릭 웨이크먼에 의해 부정적으로 받아들여졌는데, 릭 웨이크먼은 이 음반의 구조와 정교한 콘셉트에 동의하지 않았고, 작곡된 음악에 기여할 수 없다고 느꼈다. 예스 음반으로는 첫 번째 예스 음반으로, 전년에 빌 브루퍼드를 대신한 드러머 앨런 화이트가 수록되었다.
《Tales from Topographic Oceans》는 엇갈린 비판적 반응을 얻었고, 상세한 개념과 긴 노래로 프로그레시브 록 과잉의 상징이 되었다. 그러나 이 음반은 상업적인 성공을 거두었고, 영국 음반으로는 처음으로 예약 주문만으로 골드 인증에 도달했다. 2주 동안 영국 음반 차트에서 1위를 차지했고 미국에서 6위에 올랐으며, 1974년 50만 장을 팔아서 골드를 땄다. 예스는 당시 밴드 역사상 최대 규모였던 유럽과 북미 5개월간의 투어 공연으로 음반 전체가 라이브로 연주되는 음반을 지원했다. 《Tales from Topographic Oceans》는 1994년과 2003년에 재발행되었고, 후자는 이전에 공개되지 않은 트랙을 포함했다. 스티븐 윌슨의 새 스테레오 및 5.1 서라운드 사운드 믹스가 포함된 에디션은 2016년에 출시되었다.

## 녹음
예스는 《Tales from Topographic Oceans》를 편곡, 리허설, 녹음하는데 5개월을 보냈다. 이 그룹은 녹음 장소를 결정하는 데 의견이 갈렸다. 앤더슨과 웨이크먼은 시골에서 후퇴하기를 원했고 스콰이어와 하우는 처음에 무관심한 화이트를 동률 투표로 남겨두고 런던에 머물기를 원했다. 앤더슨은 밤에 숲에 있는 텐트 밑에서 전기 발전기를 땅에 묻어서 소리가 나지 않게 녹음하려고 생각했지만, "내가 그것을 제안했을 때, 그들은 모두 '존, 정신 차려!'고 말했다." 예스는 엔지니어이자 프로듀서인 에디 오포드가 합류했는데, 에디 오포드는 1970년부터 밴드와 함께 일했고 밴드와 제작 업무를 공유했다. 그는 "어떤 꽃과 나무들"이 그룹 내에서 만들어졌던 긴장을 완화시킬 것이라고 생각하면서 그들의 매니저 브라이언 레인을 이 나라에서 녹음하도록 강요하려고 했다. 예스는 런던에 남아서 모건 스튜디오에 녹음하는 것에 흔들렸다. 그것은 스튜디오에서 더 큰 가능성을 보여준 암펙스에 의해 생산된 영국 최초의 24트랙 테이프 머신을 소장하고 있었기 때문이다. 이런 장점에도 불구하고 스콰이어는 기계가 자주 오작동했다고 회상했다. 스콰이어는 무려 16시간 동안, 일주일에 7일 동안 음반 작업을 했다.

## 발매
1973년 11월 8일, 《Tales from Topographic Oceans》는 진행자 데이비드 젠슨이 라디오 룩셈부르크에서 연주할 예정이었으나 앤더슨에 따르면, 라디오 방송국은 어떻게든 빈 테이프를 받아 음반이 소개된 후 죽은 공기가 되었다고 한다. 11월 9일, 니키 혼과 함께한 《Your Mother Wouldn't Like It》와 11월 10일, 피트 드러먼드와 함께 《Rock on Radio One》에서 두 개의 음반 라디오 방송이 더 방영되었다.
이 음반은 1973년 12월 7일에 영국에서 발매되었고, 이어 1974년 1월 9일에 북미 발매되었다. 이 음반은 1973년 4월, 영국 축음기 협회가 골드 디스크 자격을 얻기 위해 업계 규정을 변경한 후 7만 5천 개의 주문을 받은 후 사전 주문만으로 영국 레코드로는 처음으로 골드 인증을 획득했다. 2주간 영국 음반 차트 1위에 올랐고, 미국 빌보드 200 차트 6위로 정점을 찍었다. 이 음반은 1974년 3월 1일에 영국에서, 1974년 2월 8일에 미국에서 골드 인증을 받았으며, 후자는 50만 장이 팔렸다.

## 곡 목록
모든 곡들은 존 앤더슨, 스티브 하우, 크리스 스콰이어, 릭 웨이크먼 그리고 앨런 화이트에 의해 작사/작곡하였다.

### 오리지널 발매
| #  | 제목                                                 | 재생 시간 |
| -- | ---------------------------------------------------- | --------- |
| 1. | 〈The Revealing Science of God (Dance of the Dawn)〉 | 20:27     |

| #  | 제목                                  | 재생 시간 |
| -- | ------------------------------------- | --------- |
| 1. | 〈The Remembering (High the Memory)〉 | 20:38     |

| #  | 제목                                   | 재생 시간 |
| -- | -------------------------------------- | --------- |
| 1. | 〈The Ancient (Giants Under the Sun)〉 | 18:34     |

| #  | 제목                               | 재생 시간 |
| -- | ---------------------------------- | --------- |
| 1. | 〈Ritual (Nous Sommes du Soleil)〉 | 21:35     |

### 1994년 재발매
| #  | 제목                                                 | 재생 시간 |
| -- | ---------------------------------------------------- | --------- |
| 1. | 〈The Revealing Science of God (Dance of the Dawn)〉 | 20:27     |
| 2. | 〈The Remembering (High the Memory)〉                | 20:38     |

| #  | 제목                                   | 재생 시간 |
| -- | -------------------------------------- | --------- |
| 1. | 〈The Ancient (Giants Under the Sun)〉 | 18:34     |
| 2. | 〈Ritual (Nous Sommes du Soleil)〉     | 21:35     |

## 인증
| 국가                       | 인증 | 판매량/출하량 |
| -------------------------- | ---- | ------------- |
| 스위스 (IFPI 스위스)       | 골드 | 25,000^       |
| 영국 (BPI)                 | 골드 | 100,000^      |
| 미국 (RIAA)                | 골드 | 500,000^      |
| ^출하량을 기반으로 한 인증 |      |               |